# Neurellipes discimacula
Neurellipes discimacula is een vlinder uit de familie van de Lycaenidae. De wetenschappelijke naam van de soort is voor het eerst geldig gepubliceerd in 1921 door James John Joicey en George Talbot.
De soort komt voor in Gabon en Congo-Kinshasa.